# Molybdoptérine
Une molybdoptérine est un précurseur de cofacteur enzymatique formé d'un hétérocycle pyranoptérine, lui-même constitué d'un cycle pyrane fusionné avec une unité ptérine, le pyrane portant des groupes sulfhydryle –SH sur lesquels se fixent les ligands dans les complexes enzymatiques à molybdène et à tungstène. Le groupe alkyl-phosphate est parfois remplacé par un nucléotide alkyl-diphosphate.
La molybdoptérine elle-même ne contient pas de molybdène et n'est pas un cofacteur enzymatique, mais donne le cofacteur à molybdène par fixation, après élimination d'une molécule d'eau, d'un ligand trioxyde de molybdène sous forme MoO22+ sur les groupes sulfhydryle.
Certaines enzymes de procaryotes ont recours à des cofacteurs à molybdène dérivés de la molybdoptérine présentant des structures parfois assez éloignées.

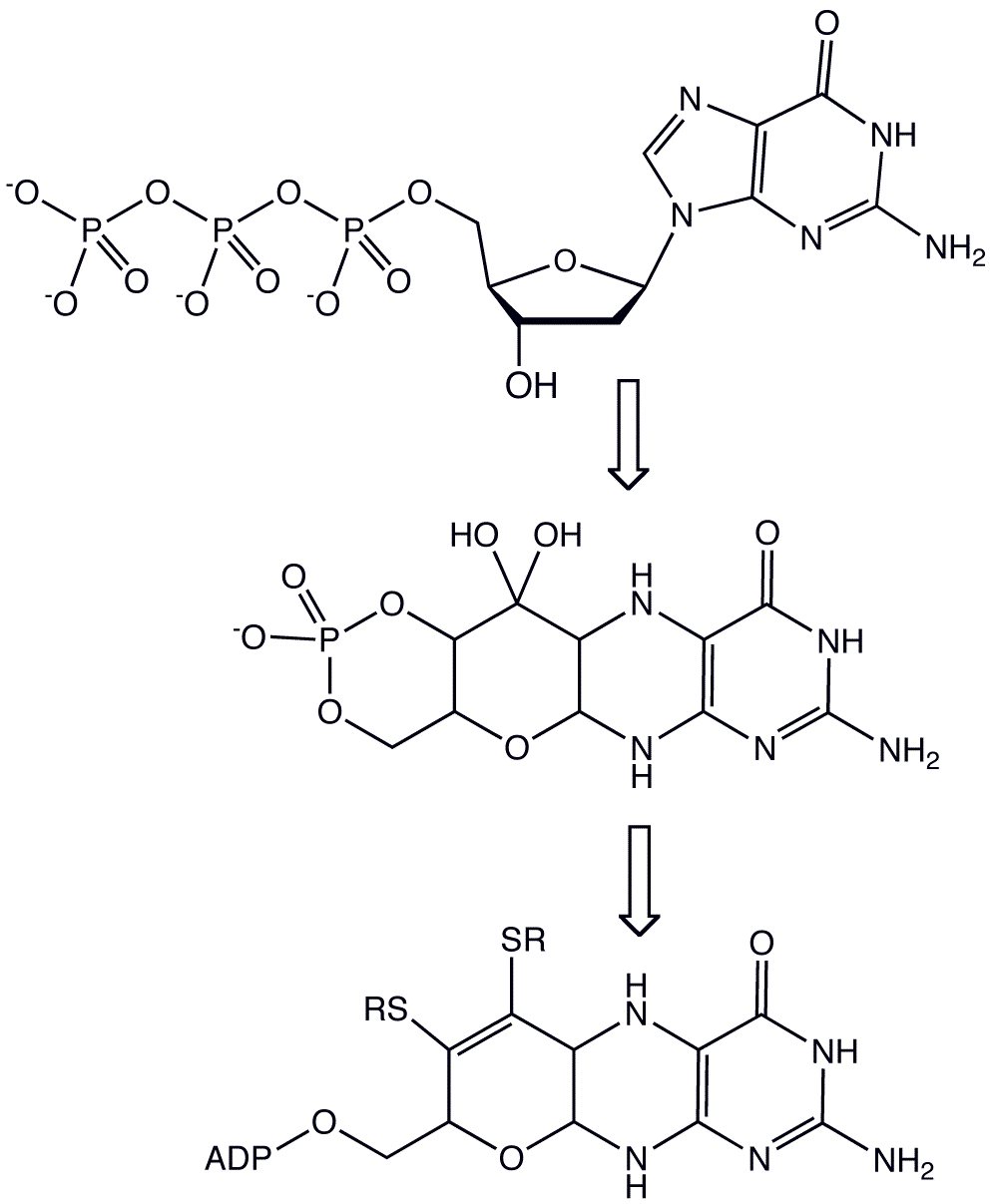
Étapes principales de la biosynthèse de la ptérine à molybdène, une molybdoptérine.